# Sněženské lípy
Sněženské lípy je 8 památných stromů ve Sněžné u Kraslic v okrese Sokolov v Karlovarském kraji. Osm statných památných lip (Tilia cordata) roste kolem kostela sv. Jakuba Většího. Stromy mají statné kmeny, vysoké asymetrické koruny. Koruny stromů sahají do výšky 21,5 m (měření 2003). Lípy jsou chráněny od roku 1984 jako součást kulturní památky.

## Stromy v okolí
- Jasan v bývalé Dolní Vsi
- Borovice rumelská v Kraslicích (zaniklá)
- Císařské duby v Kraslicích
- Klen u secesní vily
- Lípa v Krásné u Kraslic